# Danh sách loài ong nghệ
Danh sách trình bày ở đây có nguồn gốc từ một danh sách kiểm tra của ong nghệ trên thế giới (thảo luận về tình trạng của loài) và được sử dụng trong phát sinh loài Bombus gần đây nhất. Các loài được nhóm lại theo phân chi theo sửa đổi gần đây nhất.

## Alpigenobombus
- Bombus angustus
- Bombus breviceps
- Bombus genalis
- Bombus grahami
- Bombus kashmirensis
- Bombus nobilis
- Bombus wurflenii

## Alpinobombus
- Bombus alpinus
- Bombus balteatus
- Bombus hyperboreus
- Bombus neoboreus
- Bombus polaris

## Bombias
- Bombus auricomus
- Bombus confusus
- Bombus nevadensis

## Bombus sensu stricto
- Bombus affinis
- Bombus cryptarum
- Bombus franklini (cực kỳ hiếm hoặc có thể đã tuyệt chủng)
- Bombus hypocrita
- Bombus ignitus
- Bombus jacobsoni
- Bombus lantschouensis
- Bombus longipennis
- Bombus lucorum
- Bombus magnus
- Bombus minshanicus
- Bombus occidentalis
- Bombus patagiatus
- Bombus sporadicus
- Bombus terrestris
- Bombus terricola
- Bombus tunicatus

## Cullumanobombus
- Bombus baeri
- Bombus brachycephalus
- Bombus coccineus
- Bombus crotchii
- Bombus cullumanus
- Bombus ecuadorius
- Bombus fraternus
- Bombus funebris
- Bombus griseocollis
- Bombus handlirschi
- Bombus haueri
- Bombus hortulanus
- Bombus macgregori
- Bombus melaleucus
- Bombus morrisoni
- Bombus robustus
- Bombus rohweri
- Bombus rubicundus
- Bombus rufocinctus
- Bombus semenoviellus
- Bombus tucumanus
- Bombus unicus
- Bombus vogti

## Kallobombus
- Bombus soroeensis

## Megabombus
- Bombus argillaceus
- Bombus bicoloratus
- Bombus consobrinus
- Bombus czerskii
- Bombus diversus
- Bombus gerstaeckeri
- Bombus hortorum
- Bombus irisanensis
- Bombus koreanus
- Bombus longipes
- Bombus melanopoda (cực kỳ hiếm hoặc có thể đã tuyệt chủng)
- Bombus portchinsky
- Bombus religiosus
- Bombus ruderatus
- Bombus saltuarius
- Bombus securus
- Bombus senex
- Bombus supremus
- Bombus sushkini
- Bombus tichenkoi
- Bombus trifasciatus
- Bombus ussurensis

## Melanobombus
- Bombus eximius
- Bombus festivus
- Bombus formosellus
- Bombus friseanus
- Bombus incertus
- Bombus keriensis
- Bombus ladakhensis
- Bombus lapidarius
- Bombus miniatus
- Bombus pyrosoma
- Bombus richardsiellus
- Bombus rufipes
- Bombus rufofasciatus
- Bombus semenovianus
- Bombus sichelii
- Bombus simillimus
- Bombus tanguticus

## Mendacibombus
- Bombus avinoviellus
- Bombus convexus
- Bombus handlirschianus
- Bombus himalayanus
- Bombus makarjini
- Bombus margreiteri
- Bombus marussinus
- Bombus mendax
- Bombus superbus
- Bombus turkestanicus
- Bombus waltoni

## Orientalibombus
- Bombus braccatus
- Bombus funerarius
- Bombus haemorrhoidalis

## Psithyrus
- Bombus ashtoni
- Bombus barbutellus
- Bombus bellardii
- Bombus bohemicus
- Bombus branickii
- Bombus campestris
- Bombus chinensis
- Bombus citrinus
- Bombus coreanus
- Bombus cornutus
- Bombus expolitus
- Bombus ferganicus
- Bombus fernaldae
- Bombus flavidus
- Bombus insularis
- Bombus maxillosus
- Bombus monozonus
- Bombus morawitzianus
- Bombus norvegicus
- Bombus novus
- Bombus perezi
- Bombus quadricolor
- Bombus rupestris
- Bombus skorikovi
- Bombus suckleyi
- Bombus sylvestris
- Bombus tibetanus
- Bombus turneri
- Bombus variabilis
- Bombus vestalis

## Pyrobombus
- Bombus abnormis
- Bombus ardens
- Bombus avanus
- Bombus beaticola
- Bombus bifarius
- Bombus bimaculatus
- Bombus biroi
- Bombus brodmannicus
- Bombus caliginosus
- Bombus centralis
- Bombus cingulatus
- Bombus cockerelli
- Bombus ephippiatus
- Bombus flavescens
- Bombus flavifrons
- Bombus frigidus
- Bombus haematurus
- Bombus huntii
- Bombus hypnorum
- Bombus impatiens
- Bombus infirmus
- Bombus infrequens
- Bombus jonellus
- Bombus kotzschi
- Bombus lapponicus
- Bombus sylvicola
- Bombus lemniscatus
- Bombus lepidus
- Bombus luteipes
- Bombus melanopygus
- Bombus mirus
- Bombus mixtus
- Bombus modestus
- Bombus monticola
- Bombus oceanicus
- Bombus parthenius
- Bombus perplexus
- Bombus picipes
- Bombus pratorum
- Bombus pressus
- Bombus pyrenaeus
- Bombus rotundiceps
- Bombus sandersoni
- Bombus sitkensis
- Bombus sonani
- Bombus subtypicus
- Bombus ternarius
- Bombus vagans
- Bombus vandykei
- Bombus vosnesenskii
- Bombus wilmattae

## Sibiricobombus
- Bombus asiaticus
- Bombus morawitzi
- Bombus niveatus
- Bombus oberti
- Bombus obtusus
- Bombus sibiricus
- Bombus sulfureus

## Subterraneobombus
- Bombus amurensis
- Bombus appositus
- Bombus borealis
- Bombus distinguendus
- Bombus fedtschenkoi
- Bombus fragrans
- Bombus melanurus
- Bombus mongolensis
- Bombus personatus
- Bombus subterraneus

## Thoracobombus
- Bombus anachoreta
- Bombus armeniacus
- Bombus atratus
- Bombus atripes
- Bombus bellicosus
- Bombus brasiliensis
- Bombus brevivillus
- Bombus dahlbomii
- Bombus deuteronymus
- Bombus digressus
- Bombus diligens
- Bombus excellens
- Bombus exil
- Bombus fervidus
  - Bombus fervidus californicus
- Bombus filchnerae
- Bombus hedini
- Bombus honshuensis
- Bombus humilis
- Bombus imitator
- Bombus impetuosus
- Bombus inexspectatus
- Bombus laesus
- Bombus medius
- Bombus mesomelas
- Bombus mexicanus
- Bombus mlokosievitzii
- Bombus morio
- Bombus mucidus
- Bombus muscorum
- Bombus opifex
- Bombus opulentus
- Bombus pascuorum
- Bombus pensylvanicus
  - Bombus pensylvanicus sonorus
- Bombus persicus
- Bombus pomorum
- Bombus pseudobaicalensis
- Bombus pullatus
- Bombus remotus

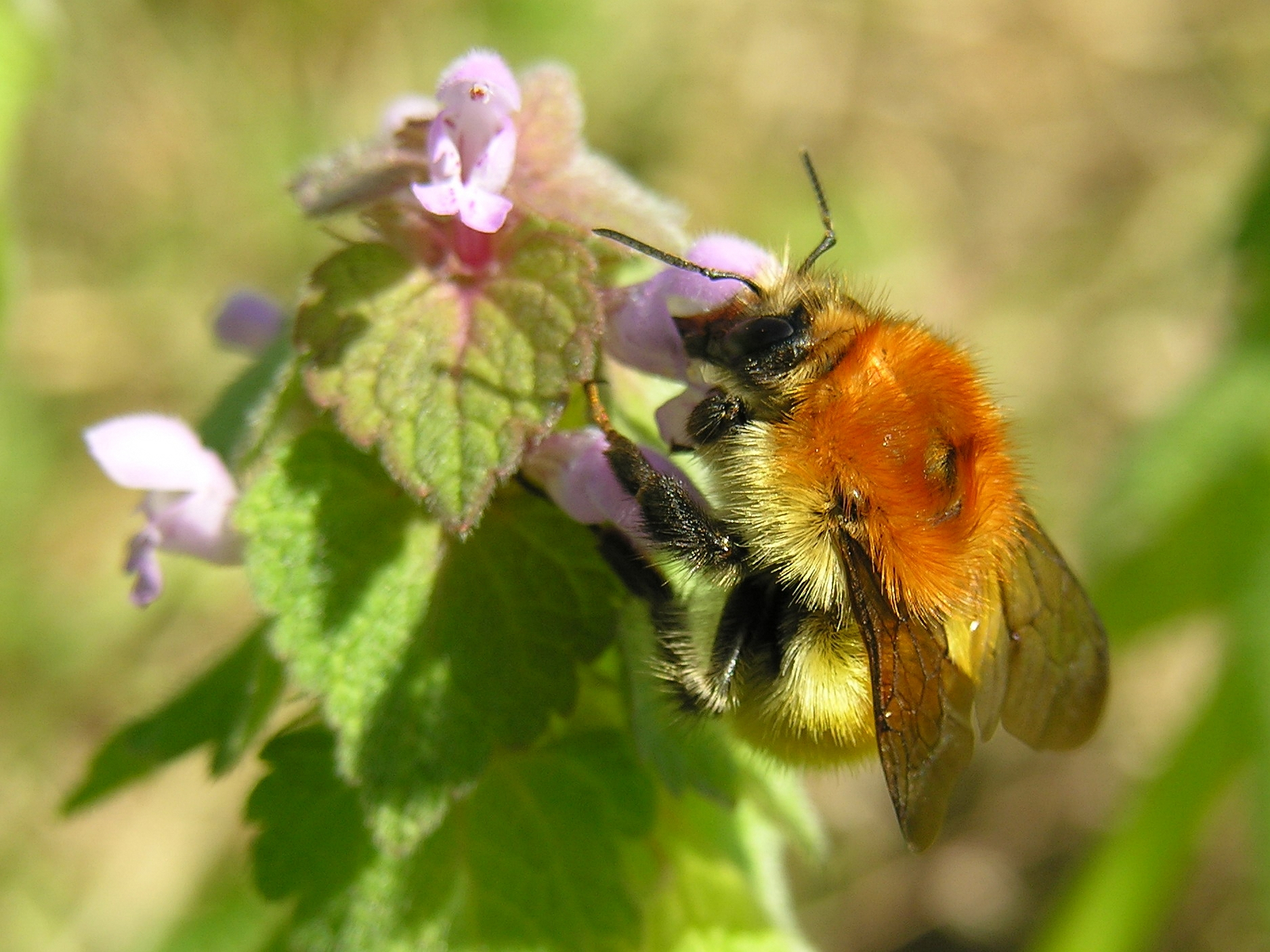
Thoracobombus

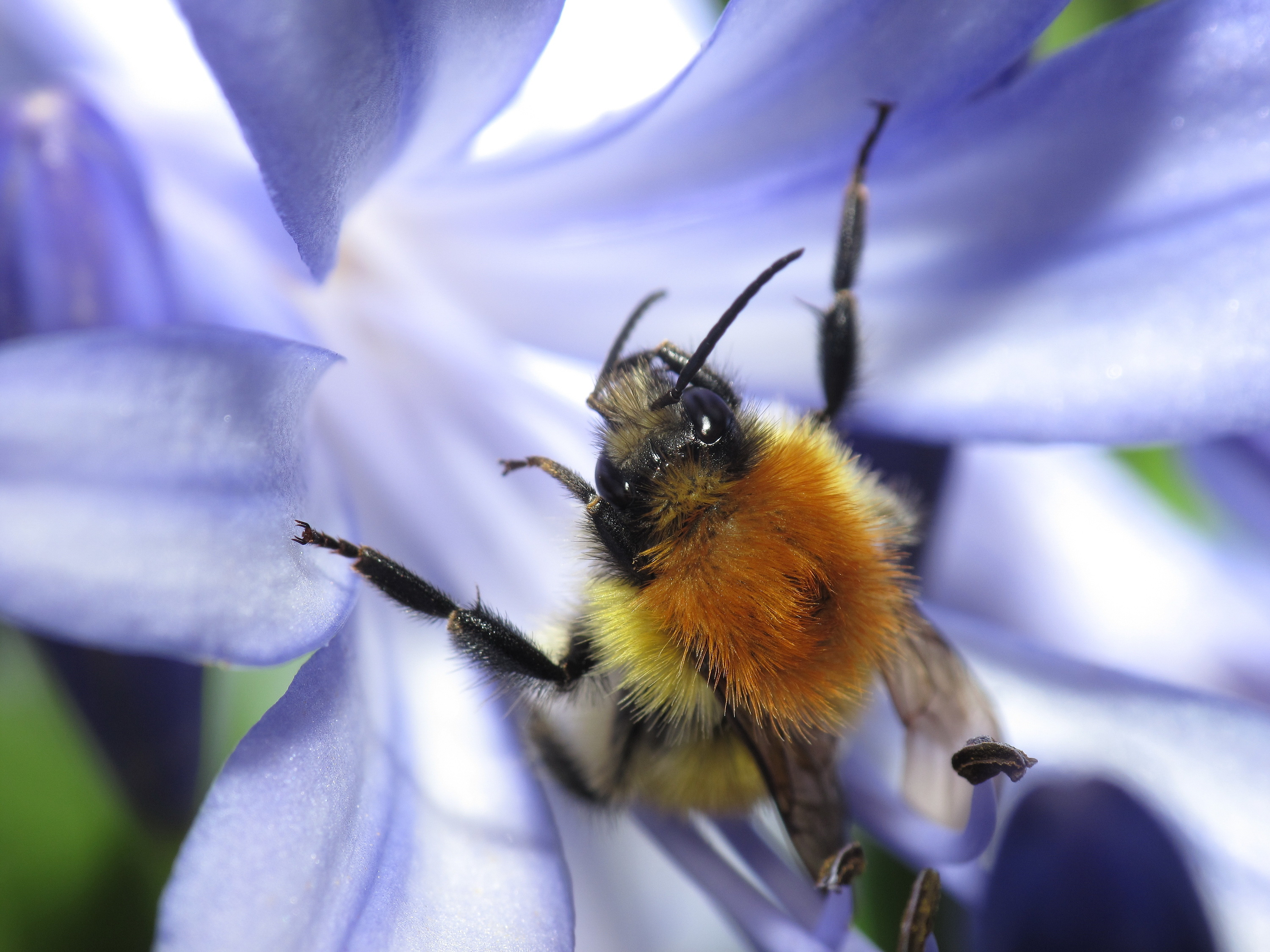
Thoracobombus

- Bombus rubriventris (có thể tuyệt chủng)
- Bombus ruderarius
- Bombus schrencki
- Bombus steindachneri
- Bombus sylvarum
- Bombus transversalis
- Bombus tricornis
- Bombus trinominatus
- Bombus velox
- Bombus veteranus
- Bombus weisi
- Bombus zonatus

## Hình ảnh

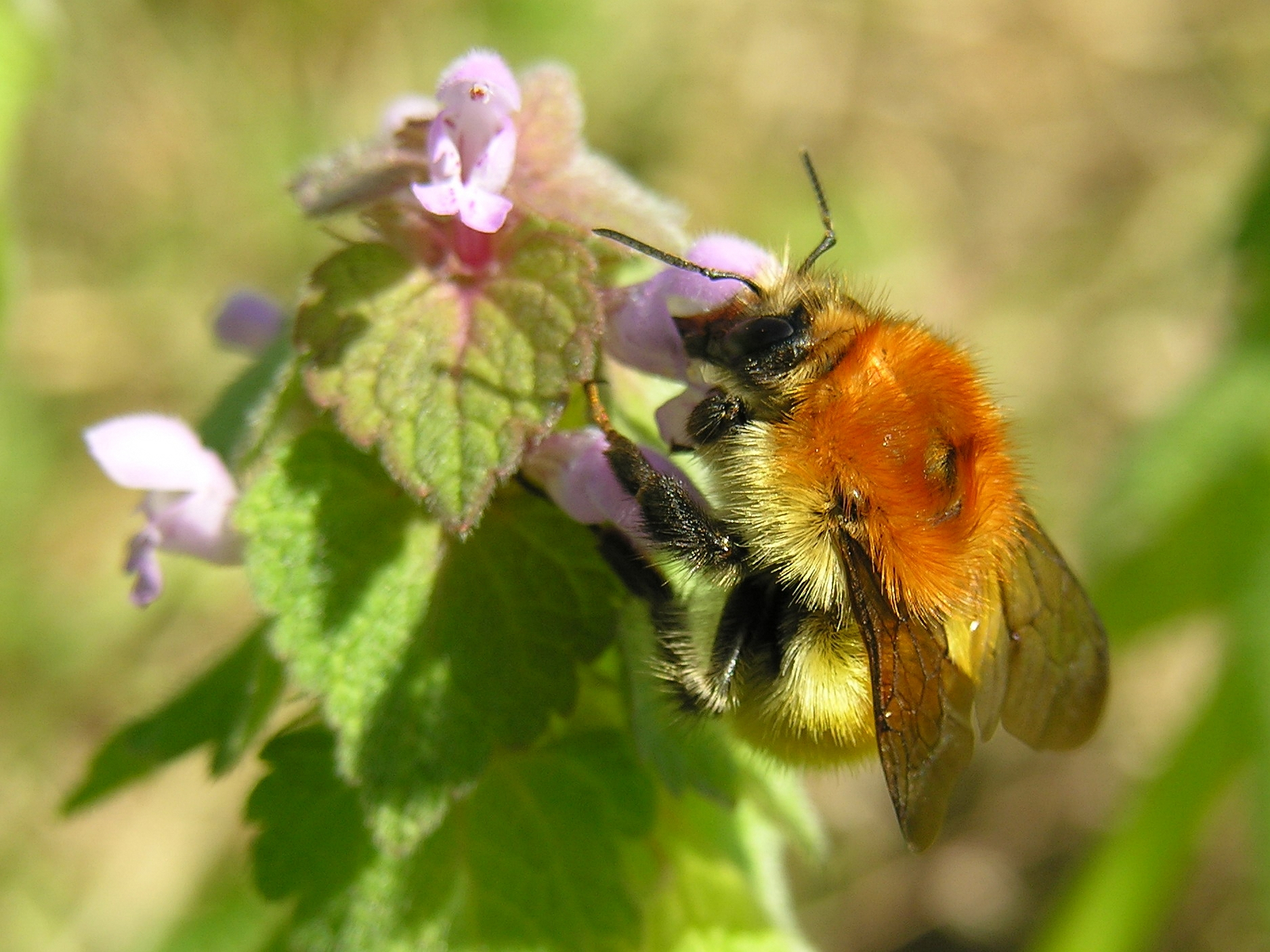
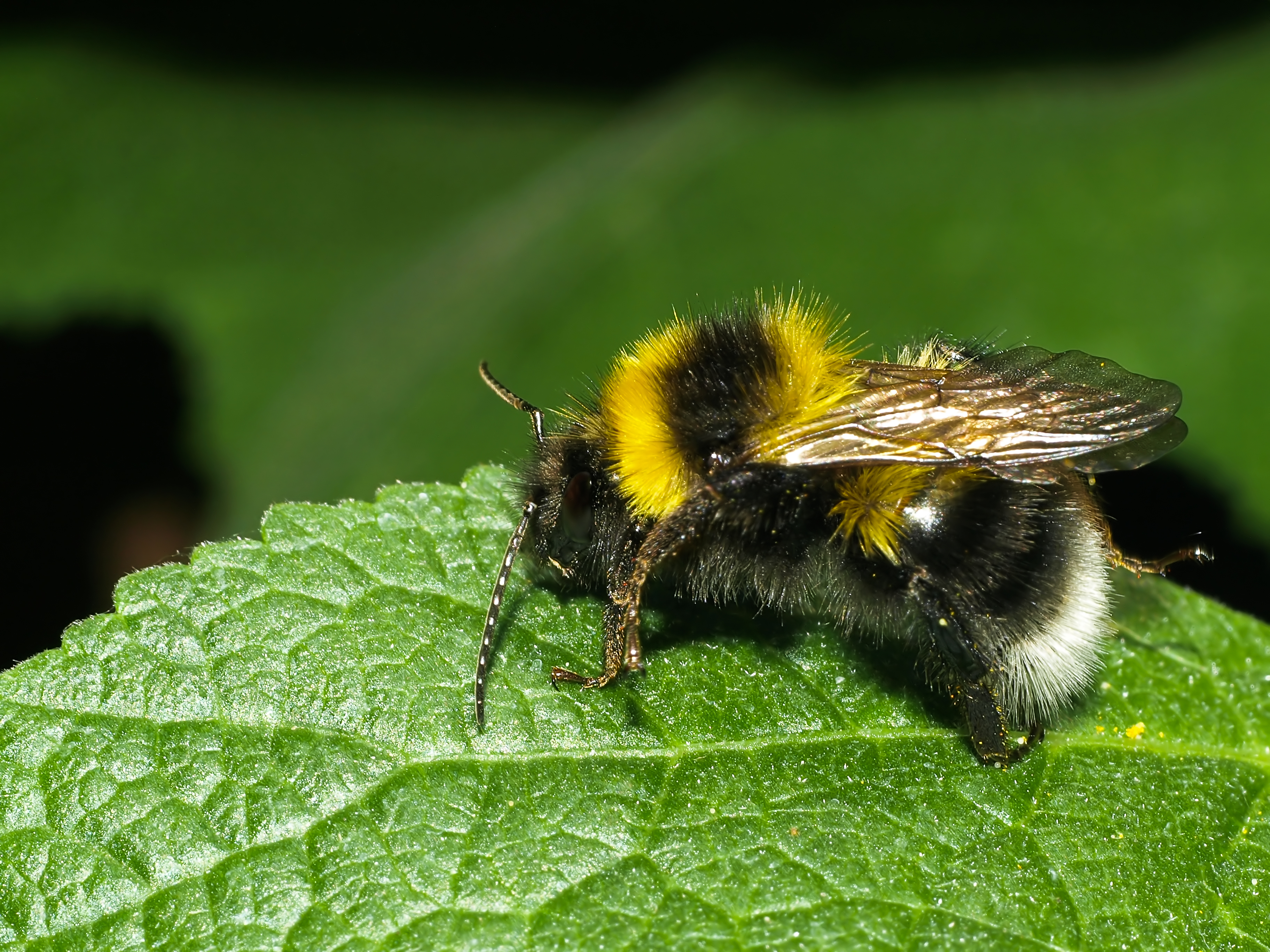